# 綠科科技國際
利海資源國際控股有限公司，簡稱利海資源國際控股、利海資源國際，以及利海資源（英語：L’sea Resources International Holdings Limited，港交所：0195），前身為「萬佳錫業國際控股有限公司」，在2011年5月12日，從威達國際控股有限公司更名而來，業務在澳大利亞經營錫礦資源的開採和銷售，而原本中國內地經營絕緣製品業務，也因為業務未能配合而終止。
現時董事會主席為謝海榆，總裁為鄭孝仁。總部位於香港九龍尖沙咀科學館道1號康宏廣場南座26樓2607室。主要資產為柏淞礦產資源環回有限公司等。

## 連結
- GoodtopTin.com （页面存档备份，存于）